# Лисберн

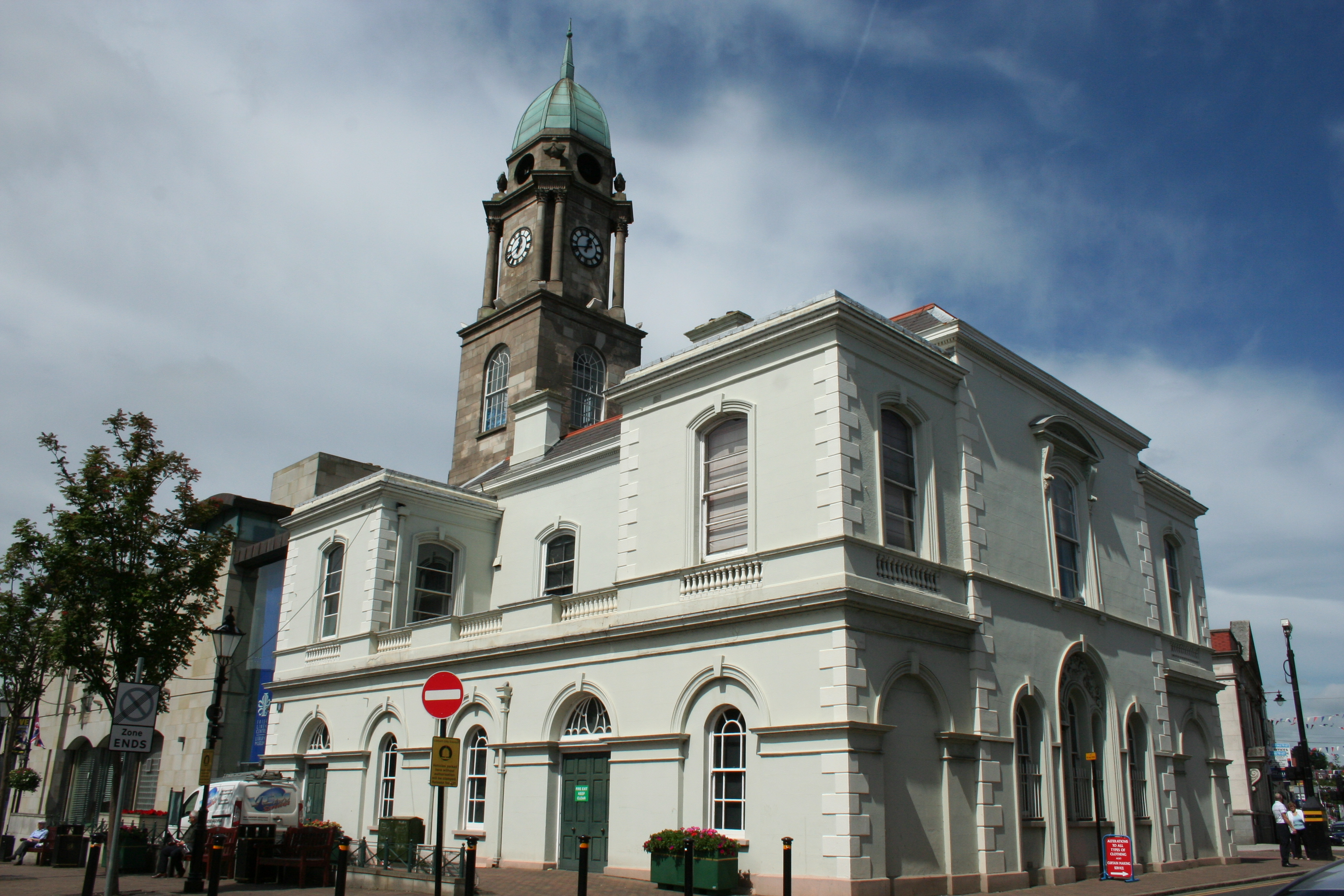
Бывшее здание рынка в Лисберне, сейчас часть музея льняной промышленности Ирландии

Ли́сберн или Ли́збёрн — (англ. Lisburn, ирл. Lios na gCearrbhach) — город (city) в Северной Ирландии, расположен к юго-западу от Белфаста. Получил статус города наряду с городом Ньюри в 2002 году в честь Золотого юбилея пребывания королевы Елизаветы II на троне.
По данным на 2001 год в городе проживало 71465 человек.
Город разделён между двумя графствами Даун и Антрим. Через город протекает река Лаган.
Лисберн известен как место зарождения ирландской льняной промышленности, первые предприятия были основаны в 1698 году. В городе расположен Национальный центр льна, в котором проводятся выставки, посвящённые истории льняной промышленности Ирландии.